# Polystichum microlepis
Polystichum microlepis är en träjonväxtart som beskrevs av Kurata. Polystichum microlepis ingår i släktet Polystichum och familjen Dryopteridaceae. Inga underarter finns listade.